# Dicky Wells

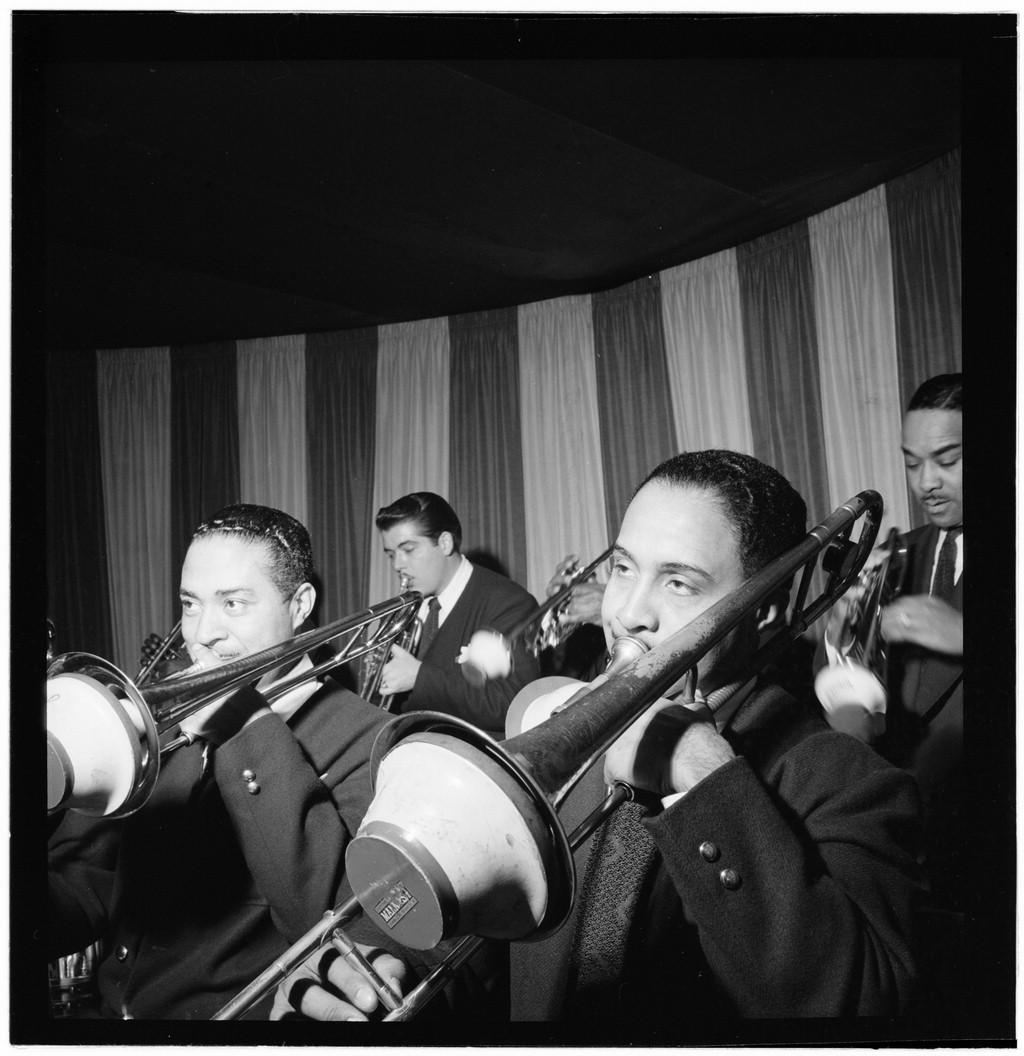
Dicky Wells (balra) és bátyja, Henry, New York, 1947.

Vic Dickenson (Tennessee vagy Centerville, 1907. június 10. vagy 1909. június 10. – New York, 1985. november 12.) amerikai harsonás.

## Pályakép
Dickie Well valószínűsíthetően 1907. június 10-én született Centerville-ben, Tennessee államban, az Egyesült Államokban. Testvére Henry Wells is harsonás  volt.
Dicky Wells 1926-ban New Yorkba költözött, és a Lloyd Scott zenekar tagja lett.
1938-1945 és 1947-1950 között Counr Basie-nél játszott. De játszott még Cecil Scott, Spike Hughes, Fletcher Henderson, Benny Carter, Teddy Hill, Jimmy Rushing, Buck Clayton és Ray Charles társaságában is. Az 1960-as évek közepén Wells sokat turnézott és koncertezett.
Alkoholizmusa kezdete személyes problémákat okozott neki, ami félig-meddig félreállásához vezetett. Életrajzának 1973-as kiadása segített Wellsnek visszatérni hivatásához.
Wellst egy rablás során nagyon összeverték, ami megviselte még a memóriáját is, de felépült, és folytatta a fellépéseket. Gyakran játszott a 116. utcai  Broadway West End dzsesszklubjában, leggyakrabban a The Countsmen nevű zenekarral, amelyet Earle Warren altszaxofonos, a Count Basie-időkből való kollégája vezetett.

## Lemezek
- Bones for the King (1958)
- Trombone Four-in-Hand (1959)
- Chatter Jazz with Rex Stewart (1959)
- Heavy Duty! (1965)
- Dicky Wells in Paris 1937 (1968)
- Lonesome Road (1981)
- The Stanley Dance Sessions (2005)
- Dicky Wells with the Alex Welsh Band (2011)